# 大衛·霍斯卡
大衛·霍斯卡（1993年6月29日—）是一位捷克足球運動員。在場上的位置是防守型中場。他現在效力於捷克足球甲級聯賽球隊奧洛穆茨科足球俱樂部。他也代表捷克U21國家足球隊參賽。